# TCG Göksu
TCG Göksu (F-497) – turecka fregata rakietowa typu Gabya, ósma i jednocześnie ostatnia jednostka z serii. Dawny USS „Estocin” (FFG-15).

## Służba w US Navy

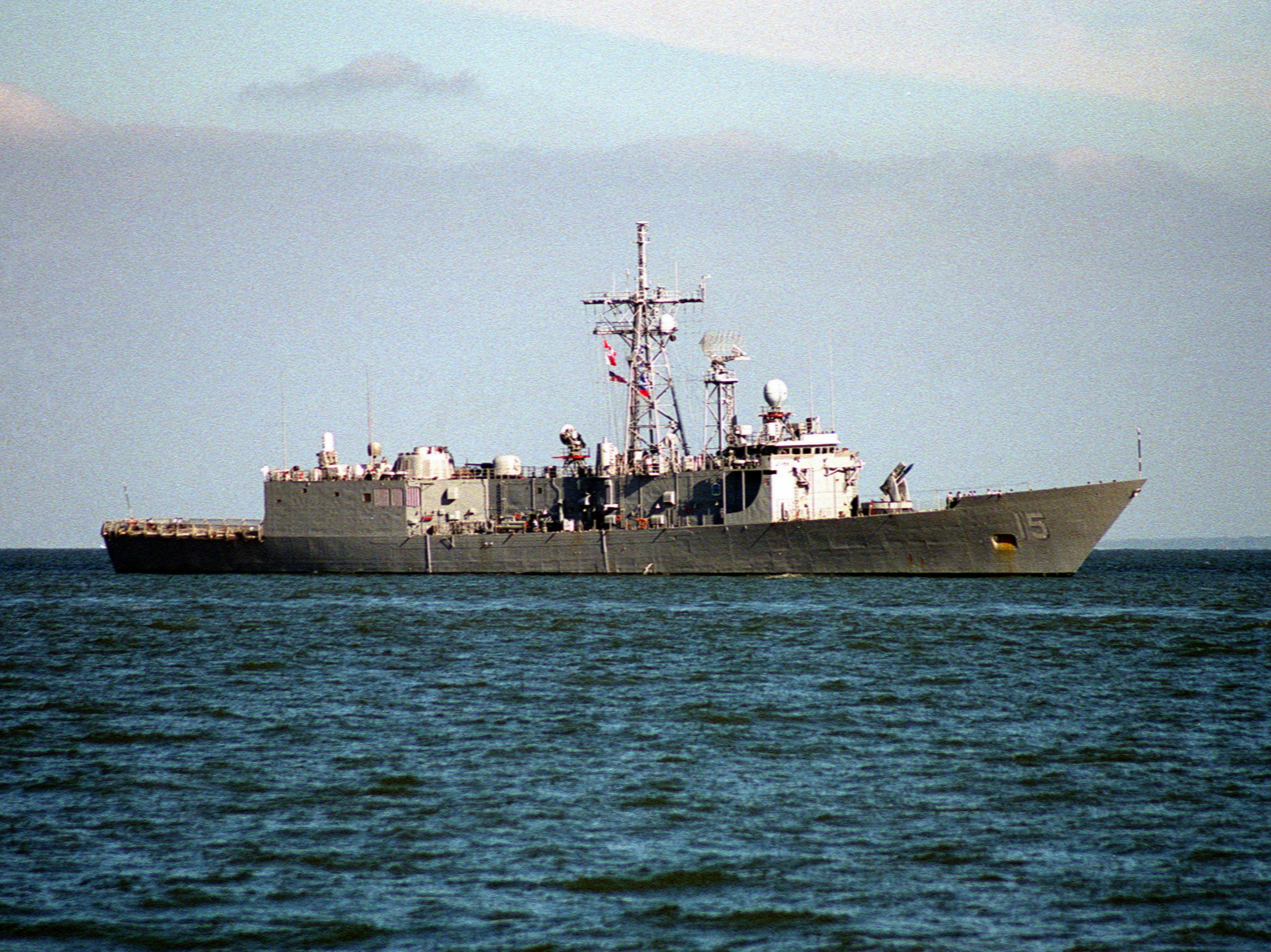
USS „Estocin” (FFG-15) w 1995 roku

Fregatę zamówiono w stoczni Bath Iron Works 27 lutego 1976 roku jako jedną z fregat rakietowych typu Oliver Hazard Perry. Położenie stępki odbyło się 2 kwietnia 1979, zaś wodowanie 3 listopada 1979 roku. Okręt wcielono do służby w US Navy 10 stycznia 1981 jako USS „Estocin” (FFG-15). Okręt został wycofany ze służby 3 kwietnia 2003 roku i przekazany stronie tureckiej.
W czerwcu 1997 roku brał udział w manewrach BALTOPS na Bałtyku, podczas których zawinął do Gdyni.

## Służba w Tureckiej Marynarce Wojennej
Jednostka ta jest ostatnią z dwóch okrętów typu Oliver Hazard Perry które Türk Deniz Kuvvetleri zakupiła w 2002 roku. Tym samym okręt dołączył do trzech ex-amerykańskich jednostek, które przekazano Türk Deniz Kuvvetleri w sierpniu 1997 roku oraz w roku 1999 na zasadach programu EDA (Excess Defense Articles). Strona turecka musiała jedynie ponieść koszty związane z doprowadzeniem fregat do stanu użyteczności, zainstalowaniem uzbrojenia, przeszkoleniem załogi, dokumentacji technicznej, zapasu części zamiennych oraz amunicji. TCG „Göksu”, dawny USS „Estocin” (FFG-15), wcielony został do służby 4 kwietnia 2003.
Fregata przeszła program modernizacji, który obejmował doposażenie okrętu w turecki cyfrowy system zarządzania walką o nazwie GENESIS (Gemi Entegre Savaş İdare Sistemi). System został zaprojektowany i wdrożony wspólnie przez turecką marynarkę wojenną i HAVELSAN, turecką firmę produkującą sprzęt elektroniczny i oprogramowanie.
W czerwcu 2015 roku brał udział w manewrach BALTOPS na Bałtyku, podczas których po raz kolejny w swojej karierze zawinął do Gdyni.